# Tom Wisdom
Pour les articles homonymes, voir Wisdom.
Tom Wisdom, né le 18 février 1973 à Swindon, est un acteur britannique spécialisé dans le théâtre, cinéma et télévision. Il est surtout connu pour avoir joué dans le film 300, dans lequel il incarne le jeune Astinos, et dans Good Morning England où il interprète Mark le noctambule. 
De 2014 à 2015, il a joué le rôle principal de Michael, un archange dans la série Dominion.

## Biographie
Son père travaillait dans la RAF. Tom a grandi sur des bases aériennes à Swindon, Doncaster, et dans le Devon. Il a un frère ainé et une sœur cadette.  
Il a fait ses études au collège Tauton à Southampton, avant d'intégrer l'Academy Drama School, pour laquelle il obtint une bourse d'études.   
Il a eu une relation avec l'actrice Emma Linley.
Il mesure 1,89 m, il a confié vouloir faire carrière dans le sport dont il est un grand fan, s'il n'avait pas été acteur.

## Filmographie

### Cinéma
- 2001 : Sword of Honour de Bill Anderson : Ivor Claire
- 2007 : 300 de Zack Snyder : Astinos
- 2008 : Quatre Filles et un jean 2 de Sanaa Hamri : Ian
- 2009 : Good Morning England de Richard Curtis : Mark le noctambule
- 2013 : Roméo et Juliette de Carlo Carlei : Pâris
- 2020 : Enemy Lines : sergent Will Davidson

### Télévision
- 2003 - 2004 : Septième Ciel : Marco Bailey
- 2008 : Fire and Ice : Les Chroniques du dragon (téléfilm) de Pitof : Gabriel
- 2010 : Hercule Poirot (épisode Drame en trois actes) : Oliver Manders
- 2014 - 2015 : Dominion : l'Archange Michael
- 2015 : Hannibal : Antony Dimmond	(saison 3, épisode 1)
- 2016 : Bones : Chadwick Grey (saison 11, épisode 21)